# Zeta Piscis Austrini
Zeta Piscis Austrini ( Piscis Austrini) é uma estrela na direção da constelação de Piscis Austrinus. Possui uma ascensão reta de 22h 30m 53.75s e uma declinação de −26° 04′ 24.8″. Sua magnitude aparente é igual a 6.43. Considerando sua distância de 399 anos-luz em relação à Terra, sua magnitude absoluta é igual a 0.99. Pertence à classe espectral K1III.